# NGC 941
NGC 941 (другие обозначения — UGC 1954, MCG 0-7-22, ZWG 388.23, KUG 0225-013, IRAS02259-0122, PGC 9414) — спиральная галактика с перемычкой (SBc) в созвездии Кит.
Этот объект входит в число перечисленных в оригинальной редакции «Нового общего каталога».
Является компаньоном галактики NGC 936. Имеет квазар, который связан с ней «мостом», видимым в радиодиапазоне. Он показывает структуру с высоким разрешением.
В галактике вспыхнула сверхновая SN 2005ad типа II, её пиковая видимая звездная величина составила 17,4.
Галактика NGC 941 входит в состав группы галактик NGC 936. Помимо NGC 941 в группу также входят UGC 1862, NGC 936, NGC 955, UGC 1981, MCG -1-7-20, UGC 1945 и UGC 1839.